# Acanthogorgia dofleini
Acanthogorgia dofleini är en korallart som beskrevs av Kükenthal och Gorzawsky 1908. Acanthogorgia dofleini ingår i släktet Acanthogorgia och familjen Acanthogorgiidae. Inga underarter finns listade i Catalogue of Life.